# Печат на Калифорния
Печатът на Калифорния е приет на Щатското калифорнийско конституционно събрание от 1849 г., но дизайнът му е променен през 1937 г.
На печата е изобразена Минерва, римската богиня на мъдростта; калифорнийска златна мечка, която се храни от лози, символизирайки по този начин производството на вино в Калифорния; сноп жито, символизиращ земеделието; един миньор, символизиращ Калифорнийската Златна треска и минната промишленост; кораби с платна, символизиращи икономическата мощ на щата; и Санфранцисканския залив, Голдън Гейт и далечния Тихи океан. Фразата „Еврика“, означаваща „Намерихме я!“, е мотото на щата Калифорния.